# كريستين كوش
كريستين كوش (بالألمانية: Christine Koch)‏ (و. 1869 – 1951 م) هي كاتِبة، وشاعرة ألمانية، توفيت في شمالنبرغ، عن عمر يناهز 82 عاماً.